# Gonomyia tonnoirella
Gonomyia tonnoirella är en tvåvingeart som beskrevs av Alexander 1933. Gonomyia tonnoirella ingår i släktet Gonomyia och familjen småharkrankar. Inga underarter finns listade i Catalogue of Life.